# Burgdorf (Svizzera)
Burgdorf (toponimo tedesco; in francese Berthoud) è un comune svizzero di 17 260 abitanti del Canton Berna, nella regione dell'Emmental-Alta Argovia (circondario dell'Emmental); ha lo status di città ed è il comune principale dell'Emmental.

## Geografia fisica
La città è ubicata in gran parte sulla riva sinistra del fiume Emme, al limite settentrionale dell'Emmental, in corrispondenza della chiusa valliva in cui il fiume abbandona l'omonima valle per immettersi nell'Altipiano svizzero.

## Storia
Burgdorf è stato il capoluogo dell'omonimo distretto fino alla sua soppressione nel 2009.

## Monumenti e luoghi d'interesse

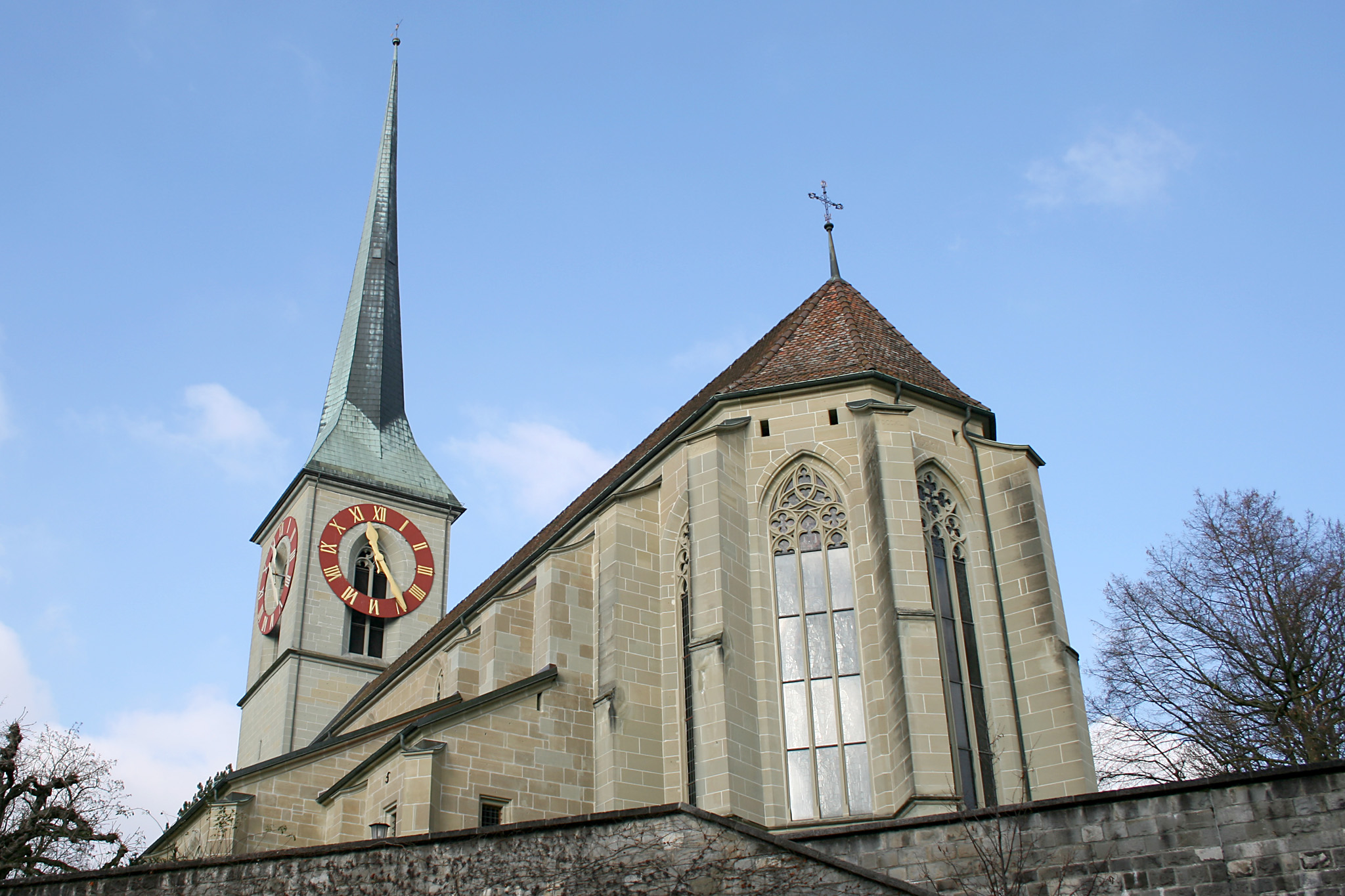
La chiesa riformata

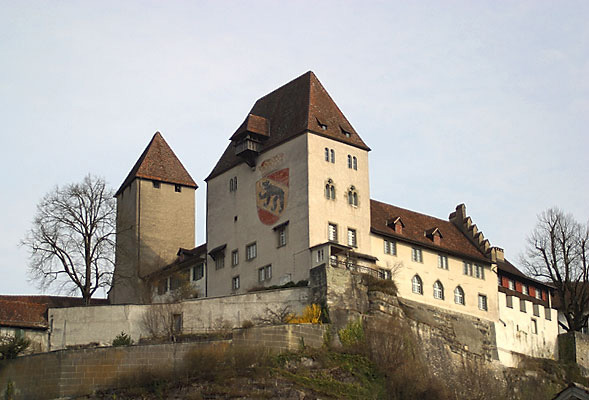
Il castello di Burgdorf

- Chiesa riformata (già di San Giacomo), attestata dal 1249 e ricostruita nel 1471-1512[1];
- Castello di Burgdorf, eretto nell'XI secolo[1].

## Società

### Evoluzione demografica
L'evoluzione demografica è riportata nella seguente tabella:
Abitanti censiti

## Geografia antropica

### Quartieri
- Äusseres Sommerhaus
- Brunnmatt
- Buchmatt
- Grafenschüren
- Inneres Sommerhaus
- Lochbach
- Neumatt

## Infrastrutture e trasporti

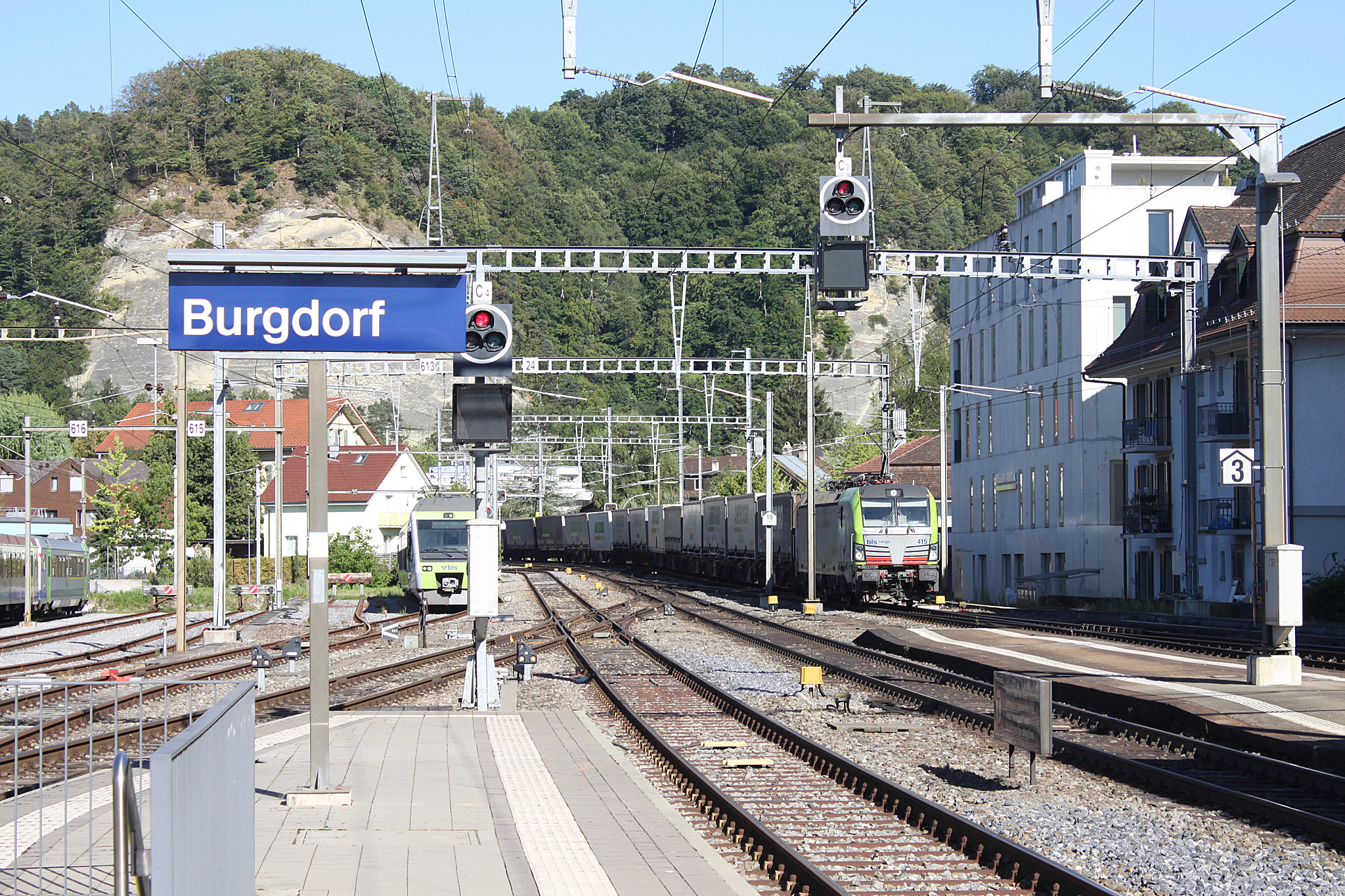
La stazione di Burgdorf

Burgdorf è servita dall'omonima stazione sulle ferrovie Berna-Olten, Emmentalbahn (lungo la quale sorge anche la stazione di Burgdorf Buchmatt) e Burgdorf-Thun (linea S4/S44 della rete celere di Berna).

## Amministrazione
Ogni famiglia originaria del luogo fa parte del cosiddetto comune patriziale e ha la responsabilità della manutenzione di ogni bene ricadente all'interno dei confini del comune.

### Gemellaggi
- Epesses
- Burgdorf
- San Pellegrino Terme[senza fonte]